# Lovek
Lovek o Longvek (in lingua khmer លង្វែក) fu capitale (o comunque residenza reale) del regno cambogiano nel XVI secolo. Il suo nome significa "incrocio". Oggi è poco più di un villaggio nella provincia di Kampong Chhnang, poco a nord di Oudong, tra Phnom Penh e il Tonle Sap.
Dopo il saccheggio di Angkor da parte dei thai nel 1431, la corte reale di Ponhea Yat abbandonò l'antica capitale e si spostò a Tuol Basan (l'odierna Srey Santhor), poi, nel 1434, a Chaktomuk, oggi parte della moderna Phnom Penh. Le ragioni ipotizzate per l'abbandono di Angkor sono diverse, oltre alla necessità di sottrarsi al controllo che i thai avevano sulla parte orientale del paese (sebbene per tutto il XVI secolo i khmer si dimostrassero ancora abbastanza forti da contrattaccare e recuperare il controllo dei territori).
Re Ang Chan I, uno dei più vigorosi sovrani dell'oscuro periodo post-angkoriano, dopo essere stato incoronato a Pursat nel 1516 ed avervi regnato per un decennio, decise di spostarsi a Lovek e di farne la sua capitale nel 1528. Vi costruì però un proprio palazzo solo nel 1553, dopo un vittorioso contrattacco contro i thai, che dovevano fronteggiare ad ovest i birmani.

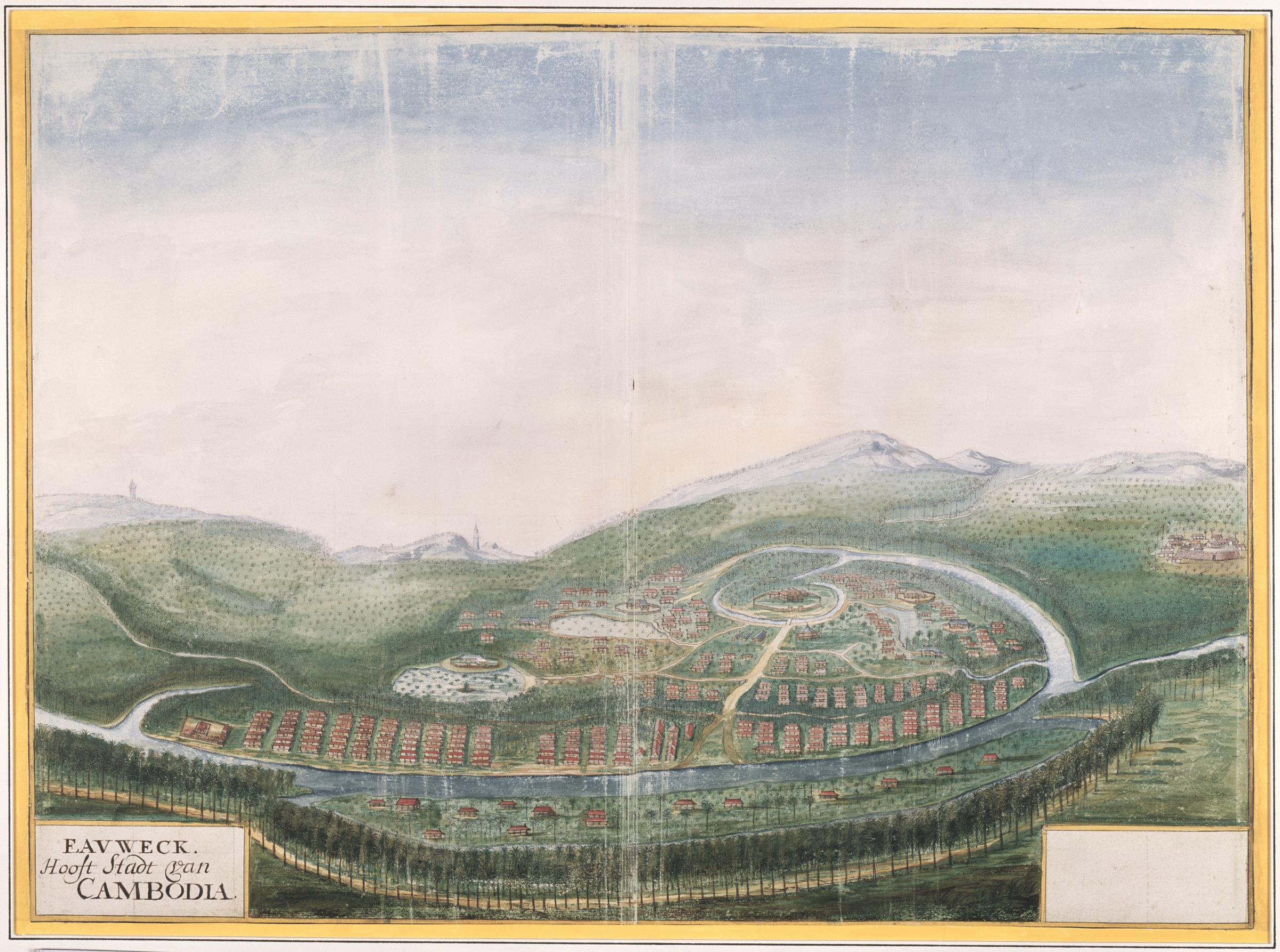
Illustrazione del XVII secolo

Spagnoli e portoghesi come Gaspar da Cruz visitarono per la prima volta la Cambogia in questo periodo, tentando in qualche misura di assumerne il controllo. Gli iberici chiamavano l'attuale Phnom Penh Churdumuco e Srei Santhor Sistor.
Nella seconda metà del XVI secolo vi sono testimonianze (come gli accenni di Diogo do Couto o iscrizioni presso il Phnom Bakheng datate 1583) che i sovrani khmer furono presenti ad Angkor e vi patrocinarono opere di restauro.
Nel 1593 i preparativi dell'attacco thai preoccuparono talmente re Chey Chettha I che questi provò a chiedere aiuto al governatore spagnolo delle Filippine. Fuggì quindi in Laos, lasciando uno dei suoi figli a difendere la capitale che, assediata, cadde nel 1594.
Si trattò di uno degli eventi considerati classicamente momenti di svolta negativa nella storiografia e nella cultura popolare khmer, tanto da essere fissato nella leggenda preah ko preah kaev, pubblicata in forma frammentaria da uno studioso francese nel XIX secolo. Essa racconta che il re thai desiderava fortemente impossessarsi di due statue sacre custodite a Lovek (preah ko, vacca sacra, e preah kaev, pietra preziosa sacra, due simboli rispettivamente correlati a Shiva e Buddha). I thai caricarono i loro cannoni con denari d'argento, sparandoli nelle cortine di bambù che proteggevano la cittadina. Per appropriarsi del denaro i cambogiani abbatterono i bambù, cosicché quando i thai tornarono nella successiva stagione secca non ebbero difficoltà a predare le statue. Esse contenevano libri sacri in oro da cui ottennero una conoscenza superiore, relegando i cambogiani all'ignoranza. Secondo la leggenda i khmer potranno rivalersi sui thai solo quando li recupereranno dal luogo segreto in cui sono custoditi in Thailandia.